# Petrásek Ágoston
Petrásek Ágoston (szlovákul: Augustín Petrášek; Morvamogyoród, 1879. szeptember 18. – Bazin, 1944. október 21.) csehszlovákiai politikus, római katolikus szerzetes pap.

## Élete
Középiskoláit Trencsénben, Nyitrán és Esztergomban végezte. Teológiát az esztergomi papi szemináriumban tanult, 1904-ben szentelték fel. 1901-től Budapesten, majd Egyházfán volt káplán, később plébános lett Nagysurányban, Komjáton, 1905-től Bakabányán, Felsőleszétén, Lakácson és Nyitraegerszegen. Végül Bazinban élt.
Politikailag aktív volt az Országos Katolikus Néppártban, majd az államfordulat után az Országos Keresztényszocialista Pártban. 1923-ban Losoncon egyik aláírója a Népszövetséghez címzett felvidéki magyar petíciónak, és a párt szlovák szekciójának elnöke lett. 1925-től az Országos Keresztényszocialista Párt bizottsági vezetője, tartománygyűlési képviselőjelölt. 1928-tól Szlovákia nemzetgyűlési képviselője. 1935-től 1938-ig az Egyesült Magyar Párt képviselője a prágai parlamentben.
Nyitrán temették el.

## Művei
- 1933 Nacionalizmus vagy szupernacionalizmus. Nyitra.